# Tomasz Mackiewicz
Tomasz Mackiewicz, ps. „Czapkins”, „Czapa” (ur. 13 stycznia 1975 w Częstochowie lub Działoszynie, zm. 30 stycznia 2018 na Nanga Parbat) – polski himalaista, laureat Kolosa 2008.

## Życiorys
Urodził się 13 stycznia 1975 w Częstochowie lub Działoszynie jako syn Witolda Mackiewicza, późniejszego prezesa Ogólnopolskiego Stowarzyszenia na rzecz Rozwoju Dziennikarstwa Obywatelskiego. Dzieciństwo spędził w Działoszynie, do szkoły średniej chodził w Częstochowie. W młodości przez kilka lat był uzależniony od heroiny, leczył się w ośrodkach Monaru m.in. na Mazurach. Następnie podróżował po świecie, w dużej mierze autostopem. Trafił do ośrodka misyjnego Jeevodaya w Indiach, gdzie zajmował się różnymi pracami, w tym uczył języka angielskiego trędowate dzieci, którymi opiekowała się Helena Pyz. Tam też przeżył nawrócenie; zainteresował się również wspinaczką. Ukończył studia. Mieszkał wraz z żoną i pracował w Irlandii, gdzie poznał Marka Klonowskiego. W Polsce prowadził przedsiębiorstwo zajmujące się stawianiem masztów na potrzeby przyszłych farm wiatrowych.
Wraz z Markiem Klonowskim przez 24 dni wędrowali po lodowcach Alaski i Kanady, zdobywając w tym czasie najwyższy kanadyjski szczyt – górę Logan (5959 m). W 2008 „za wyczerpujący trawers Mount Logan” otrzymali nagrodę Kolosa w kategorii wyczyn roku. Był to jego pierwszy poważny wyczyn wysokogórski. Pieniądze na swoje wyprawy zbierał, między innymi, za pomocą crowdfundingu.
W 2009 zdobył samotnie Chan Tengri w Tienszanie, z której to wyprawy w 2014 wyprodukował dokumentalny film krótkometrażowy pt. „Jak dobrze być poziomką”. Następnie wielokrotnie, początkowo z Markiem Klonowskim, usiłował dokonać zimowego wejścia na Nanga Parbat, który był wówczas, obok K2, jednym z dwóch niezdobytych jeszcze zimą szczytów Korony Himalajów i Karakorum. Dla niedysponujących dużym budżetem wspinaczy istotne było także to, że zimowe pozwolenie od władz pakistańskich było trzydziestokrotnie tańsze od tego na okres letni, ponadto w zimie szczyt atakowali nieliczni tylko wspinacze. Swój projekt zdobycia góry nazwali Nanga Dream. Podczas wspinaczki z Klonowskim osiągnął wysokość 7400 metrów, z kolei na przełomie 2015 i 2016, wraz z Francuzką Élisabeth Revol, dotarł na wysokość 7200 metrów. W tym czasie kilka zespołów próbowało zdobyć Nanga Parbat, w tym Marek Klonowski z zespołem; pierwszy raz udało się to w lutym 2016 międzynarodowej ekipie w składzie Simone Moro, Alex Txikon i Muhammad Ali. Mackiewicz kwestionował to osiągnięcie, twierdząc, że nie dotarli na sam szczyt góry. Nanga Parbat była jedynym ośmiotysięcznikiem, na który się wspinał.

### Wyprawa na Nanga Parbat 2017/2018
Mackiewicz (po raz siódmy) z Élisabeth Revol (po raz czwarty) podjęli kolejną próbę wejścia zimowego (w stylu alpejskim i sportowym bez wspomagania tlenem z butli) na Nanga Parbat w styczniu 2018 i według relacji samej Revol, której wiarygodność została potwierdzona przez kilka źródeł, wieczorem 25 stycznia oboje dotarli na szczyt. Podczas schodzenia pogoda uległa załamaniu. Według relacji Élisabeth Revol Tomasz Mackiewicz nabawił się choroby wysokościowej, ślepoty śnieżnej oraz licznych odmrożeń. Francuzka sprowadziła partnera do wysokości około 7200 metrów i 26 stycznia wyruszyła w dalszą drogę powrotną, zostawiając go w szczelinie. Zgodnie z opinią doktora Frédérica Champly’ego, francuskiego specjalisty od medycyny wysokogórskiej, w momencie rozstania Polak przejawiał objawy obrzęku płuc w ostatnim stadium i na tej wysokości mógł jeszcze przeżyć nie więcej niż trzy do pięciu godzin. 27 stycznia na ratunek wspinaczom wyruszyli członkowie polskiej Narodowej Wyprawy Zimowej na K2 – Adam Bielecki, Denis Urubko, Piotr Tomala i Jarosław Botor – którzy zostali przetransportowani śmigłowcem spod K2 na Nanga Parbat (na około 4800 m n.p.m.). Bielecki i Urubko dotarli w rekordowym czasie (około 8 godzin), po nocnej wspinaczce, do Élisabeth Revol, z którą spotkali się na wysokości około 6000 metrów 28 stycznia tuż przed drugą w nocy czasu pakistańskiego. Zespół sprowadził himalaistkę na teren dostępny dla śmigłowców ratunkowych, jednak nie zdecydował się na wyruszenie po Mackiewicza ze względu na zbliżające się załamanie pogody i nikłe szanse powodzenia akcji ratunkowej. Mimo to wyprawa ratunkowa odbiła się szerokim echem w polskich i zagranicznych mediach i została doceniona za postawę uczestników.
W marcu 2018 ojciec Tomasza, Witold, otrzymał z Pakistanu akt zgonu, w którym jako datę śmierci przyjęto 30 stycznia.

## Życie prywatne
Żonaty z Joanną, z którą się rozwiódł; miał z nią synów (bliźniaków Maxymiliana i Xawerego) oraz córkę Antoninę. Prochy Xawerego zaniósł na górę Chan Tengri. Był w związku nieformalnym z Anną Solską, z którą miał córkę Zoję; wspólnie wychowywali też Antka, syna Anny.
Jego pseudonimy Czapkins lub Czapa wynikały z upodobania do noszenia nakryć głowy.

## Publikacje
Biografia Tomasza Mackiewicza została spisana przez polskich i zagranicznych autorów w formie m.in. publikacji książkowych:
- 2018 – Nanga Dream. Opowieść o Tomku Mackiewiczu Mariusz Sepioło
- 2019 – Czapkins. Historia Tomka Mackiewicza Dominik Szczepański
- 2019 – Tomek Mackiewicz il sognatore ribelle Davide Bubani[33]